# Sandø
Pour l’article homonyme, voir Toralf Sandø.
Sandø est un petite île de la commune de Færder , dans le comté de Vestfold en Norvège.

## Description
Sandø est situé sur le côté est du détroit de Sandøsund  au sud-est de Hvasser. Au nord, se trouvent les îles de Østre et Vestre Bustein et toutes les autres îles de l'archipel à l'est de Tjøme et Nøtterøy. Sur le côté est de Sandø se trouve l'Oslofjord, avec une vue vers l'île de Store Færder et Tristein.
Sandø a eu une population permanente et plusieurs petites fermes. Depuis le début du XXe siècle, les propriétaires de l'île ont vécu ailleurs et le développement a été un développement de loisirs. Le développement est limité au côté ouest de l'île, vers Sandøsund.
Dans les années 1950, Sandø était protégé conformément à la loi sur la conservation de la nature. En 2006, la partie inhabitée de Sandø a été intégrée à la Zone de conservation du paysage Ormø–Færder et à partir de 2013 au nouveau parc national de Færder.
La moraine terminale Tjøme-Hvaler-trinnet, également appelée Tjømeraet, traverse Sandø et est à l'origine du sol de sable fin de l'île et de ses plages de sable attrayantes. À plusieurs endroits de l'île, il y a des plages de galets polis que le glacier a laissées il y a environ 12.000 ans.
Sandøbukta est un bon port avec une grande plage de sable à l'intérieur et une zone récréative très utilisée pour la flotte de petits bateaux.

## Galerie

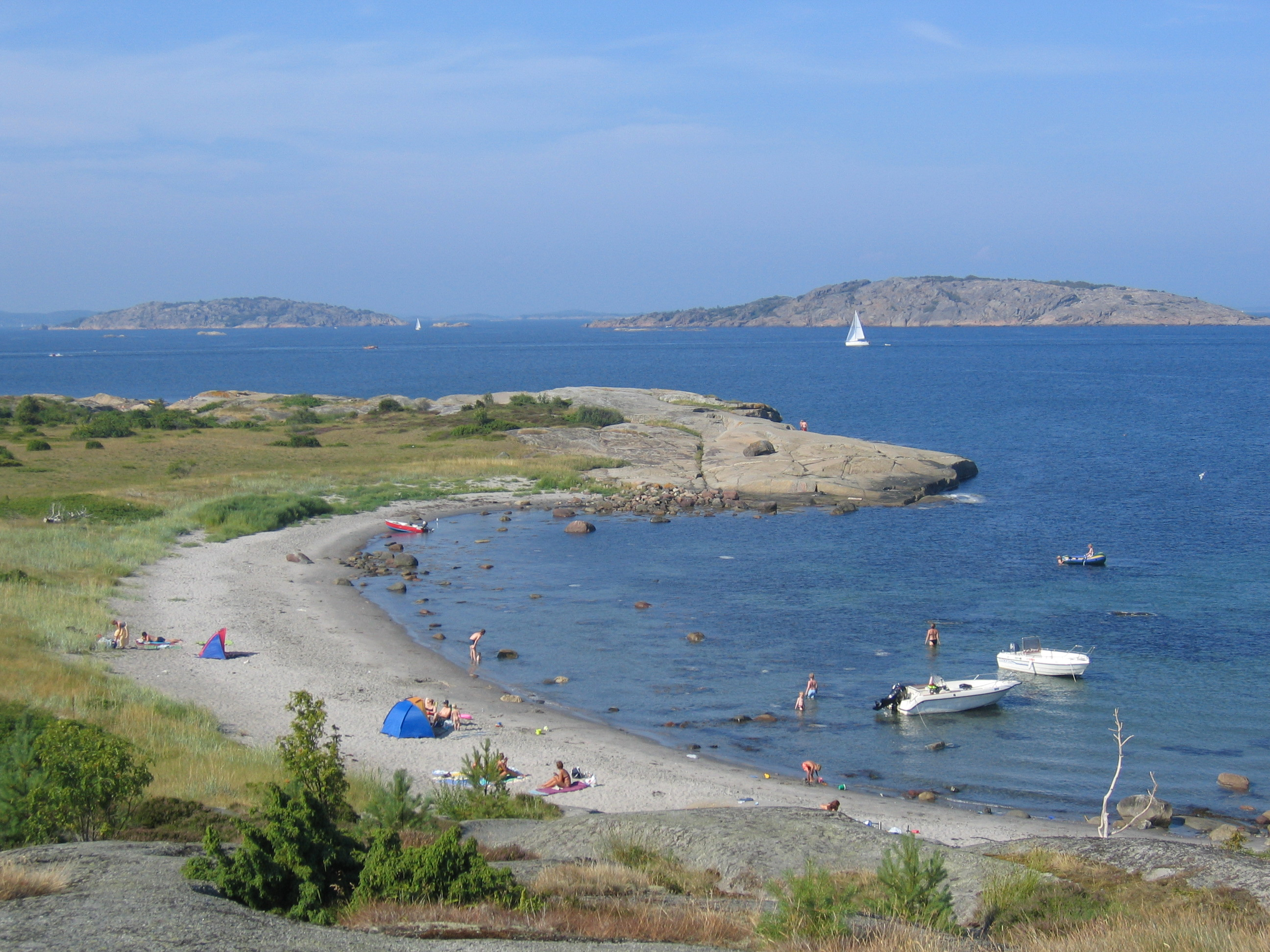
Plage de sable et de récifs
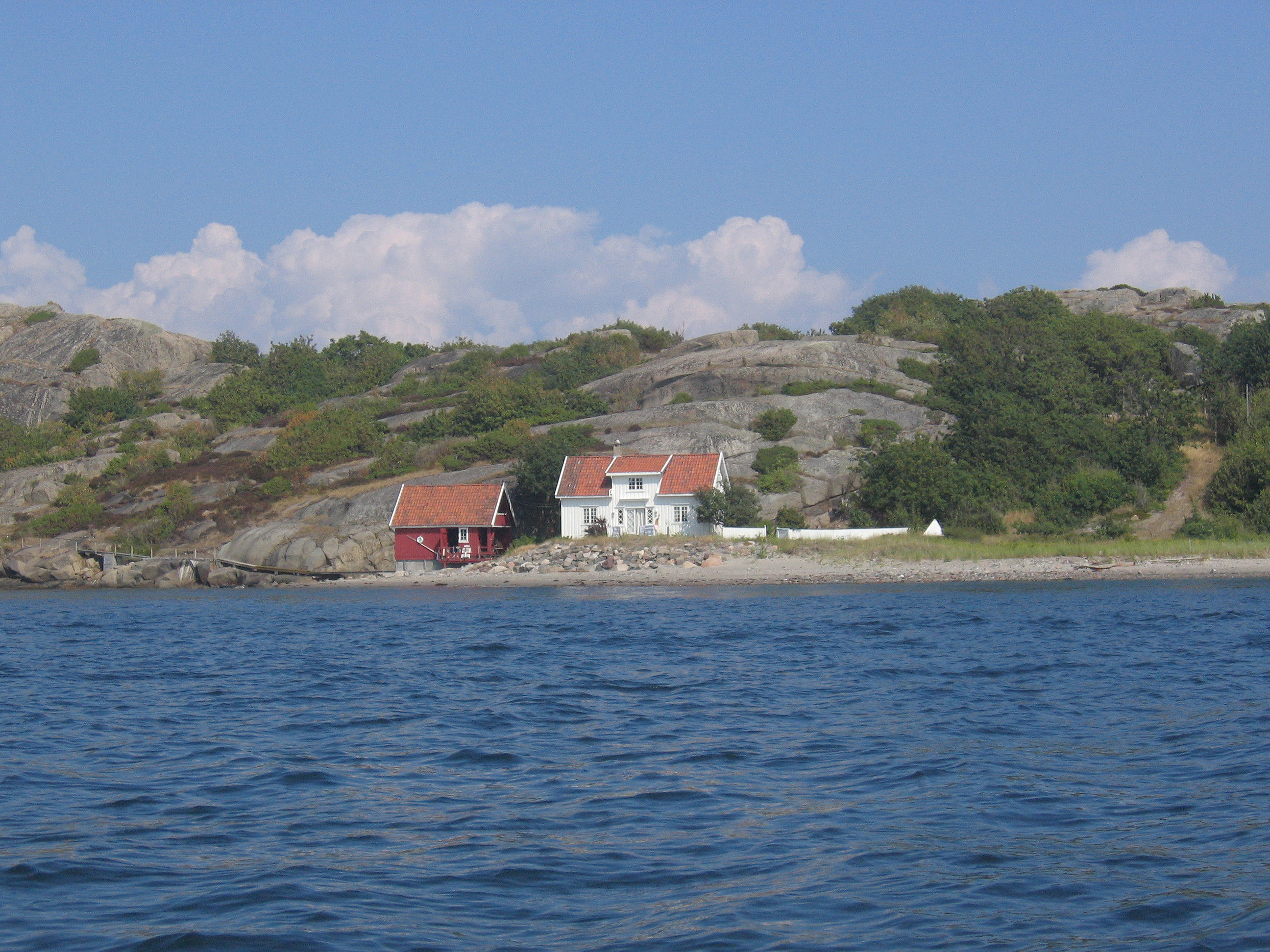
Habitations isolées
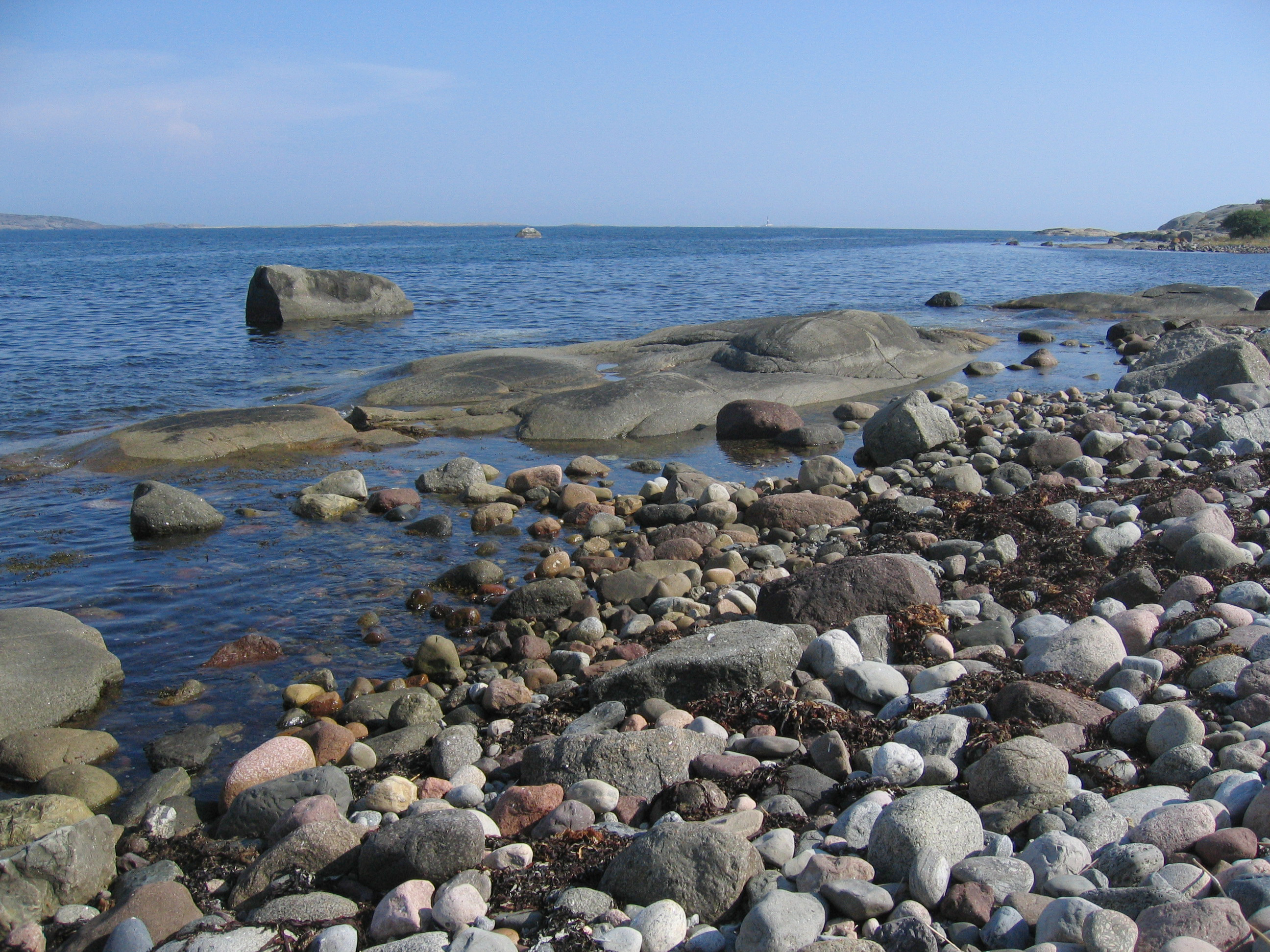
Tjøme-Hvaler-trinnet